# Lupercalia (album)
Cet article concerne le titre initial de l'album de Patrick Wolf. Pour le film de Raoul Walsh, voir The Conqueror.
Albums de Patrick Wolf
The Bachelor
(2009)
Singles
1. Time of My Life
Sortie : 6 décembre 2010
2. The City
Sortie : 14 mars 2011
3. House
Sortie : 23 mai 2011
4. Time of My Life (ressortie)
Sortie : 16 septembre 2011
5. The Falcons
Sortie : 4 novembre 2011
6. Together
Sortie : 29 novembre 2011

Lupercalia est le cinquième album du chanteur et compositeur anglais Patrick Wolf. Il devait initialement s'appeler « The Conqueror ».
Le thème principal de l'album est « l'amour et l'optimisme traversant l'adversité et la récession », un hommage de Patrick Wolf à l'amour et à l'espoir qu'il a trouvé ces dernières années.

## Informations
Ce cinquième album faisait partie à l'origine d'un double album intitulé Battle, du nom de la ville, Battle au Royaume-Uni, où ont été enregistrés les morceaux. 
Le 19 février 2009, Patrick Wolf a annoncé que Battle avait été scindé en deux parties, The Bachelor et The Conqueror (devenu Lupercalia) pour, dit-il, « ne pas surcharger les gens de trop. » The Bachelor est sorti le 1er juin 2009 et le suivant en 2010.
Il était initialement prévu que Patrick Wolf travaille en collaboration avec Bandstocks de nouveau pour financer cet album, comme il l'a fait avec The Bachelor. Toutefois, entre-temps, le chanteur a signé avec Mercury Records.
Le 23 décembre 2010, Patrick Wolf annonce via Twitter que, alors qu'il avait examiné plusieurs titres d'album, avec le soutien de fans, il a choisi Lupercalia, symbole de fête de l'amour, thème principal de l'album. Le 9 février 2011, il annonce qu'il a enfin l'album fini en mains, confirmant que l'album a été terminé ce jour-là, après de nombreuses mises à jour précédentes concernant l'enregistrement et le mixage.
Un CD bonus, nommé Lemuralia, est sorti dans un coffret vendu exclusivement sur le site officiel. Il comporte des versions préliminaires des titres de Lupercalia.

## Liste des morceaux
| Lupercalia | Lupercalia                   | Lupercalia | Lupercalia | Lupercalia | Lupercalia | Lupercalia | Lupercalia | Lupercalia | Lupercalia |
| No         | Titre                        | Durée      |            |            |            |            |            |            |            |
| ---------- | ---------------------------- | ---------- | ---------- | ---------- | ---------- | ---------- | ---------- | ---------- | ---------- |
| 1.         | The City (2e single)         | 4:12       |            |            |            |            |            |            |            |
| 2.         | House (3e single)            | 3:31       |            |            |            |            |            |            |            |
| 3.         | Bermondsey Street            | 3:25       |            |            |            |            |            |            |            |
| 4.         | The Future                   | 2:54       |            |            |            |            |            |            |            |
| 5.         | Armistice                    | 3:29       |            |            |            |            |            |            |            |
| 6.         | William                      | 0:50       |            |            |            |            |            |            |            |
| 7.         | Time Of My Life (1er single) | 4:20       |            |            |            |            |            |            |            |
| 8.         | The Days                     | 4:53       |            |            |            |            |            |            |            |
| 9.         | Slow Motion                  | 5:10       |            |            |            |            |            |            |            |
| 10.        | Together                     | 4:40       |            |            |            |            |            |            |            |
| 11.        | The Falcons                  | 3:35       |            |            |            |            |            |            |            |
| 41:03      |                              |            |            |            |            |            |            |            |            |

| Bonus Itunes | Bonus Itunes                      | Bonus Itunes | Bonus Itunes | Bonus Itunes | Bonus Itunes | Bonus Itunes | Bonus Itunes | Bonus Itunes | Bonus Itunes |
| No           | Titre                             | Durée        |              |              |              |              |              |              |              |
| ------------ | --------------------------------- | ------------ | ------------ | ------------ | ------------ | ------------ | ------------ | ------------ | ------------ |
| 12.          | Anthem (reprise de Leonard Cohen) | 4:12         |              |              |              |              |              |              |              |
| 13.          | Sing                              | 3:31         |              |              |              |              |              |              |              |
| 49:00        |                                   |              |              |              |              |              |              |              |              |

| Lemuralia | Lemuralia                                                                 | Lemuralia | Lemuralia | Lemuralia | Lemuralia | Lemuralia | Lemuralia | Lemuralia | Lemuralia |
| No        | Titre                                                                     | Durée     |           |           |           |           |           |           |           |
| --------- | ------------------------------------------------------------------------- | --------- | --------- | --------- | --------- | --------- | --------- | --------- | --------- |
| 1.        | William (Wolf Extended Paris Mix)                                         | 3:25      |           |           |           |           |           |           |           |
| 2.        | The Days (Original Piano Sketch Vienna 2006)                              | 2:40      |           |           |           |           |           |           |           |
| 3.        | The Falcons (Wolf Opus 3 And Orchestra Remix)                             | 3:50      |           |           |           |           |           |           |           |
| 4.        | Oil Slick                                                                 | 3:21      |           |           |           |           |           |           |           |
| 5.        | Armistice (Glass Harmonica, Cristal Bachet, Ondes Martenot And Vocal Mix) | 3:18      |           |           |           |           |           |           |           |
| 6.        | Slow Motion (Orchestral Instrumental Mix)                                 | 5:12      |           |           |           |           |           |           |           |
| 7.        | Sing (Acappella Mix)                                                      | 2:40      |           |           |           |           |           |           |           |
| 24:28     |                                                                           |           |           |           |           |           |           |           |           |

## Explications des titres
- Le titre Time of my life est une chanson que Patrick Wolf a commencé à écrire à la fin d'une relation amoureuse en 2006, puis finie trois ans plus tard lors d'une pause dans sa relation avec William Charles Pollock, qui devrait devenir prochainement son mari[1].

## Singles

### Time of My Life
Time of My Life est le premier single de Lupercalia, il sort six mois avant l'album.
Un clip amateur réalisé par Patrick Wolf et William Charles Pollock fait de papiers découpés animés qu'ils ont fait dans leur cuisine est sorti en même temps. Patrick Wolf affirma que ce n'était pas le clip de Time of My Life, mais juste une vidéo comme ça pour internet.
Sorti le 6 décembre 2010
| A. | Time of My Life                                                  |               | 4:09 |
| B. | Anthem (reprise de l'album de 1992 de Leonard Cohen, The Future) | Leonard Cohen |      |

| A1. | Time of My Life (Still Going remix) (45 tours)       | 5:53 |
| B1. | Time of My Life (Leo Zero dub) (33 tours)            | 6:24 |
| B2. | Time of My Life (Ceephax Acid Crew remix) (33 tours) | 4:25 |

### The City
The city est considéré comme le premier vrai single de Lupercalia pourtant c'est le deuxième.
Il sort en mars accompagné d'un clip réalisé par Kinga Burza sur une plage de Santa Monica avec des fans que Patrick Wolf a appelé à venir via des réseaux sociaux.
Sorti le 13 mars 2011
| 1. | The City                   | 4:13 |
| 2. | The City (Richard X Remix) | 5:38 |
| 3. | The City (Karaoke Mix)     | 4:13 |
| 4. | The City (Clip vidéo)      | 4:23 |

Sorti le 14 mars 2011
| A. | The City |              |  |
| B. | Sing     | Patrick Wolf |  |

### House
Sorti le 6 mai 2011
|  | House |

Sorti le 20 juin 2011
| A. | House  |  |
| B. | Mercia |  |

Sorti le 24 juillet 2011
| 1. | House               | 3:31 |
| 2. | Mercia              | 3:58 |
| 3. | Divine Intervention | 4:12 |
| 4. | House (Clip vidéo)  | 3:45 |

### Time of My Life (ressortie)
Time of My Life ressort en single en septembre 2011. Sorti trop tôt la première fois, il n'avait pas pu soutenir l'album.
Il ressort en version numérique avec le pseudo clip d'origine qui est finalement même vendu sur les plateformes de téléchargement. Un clip alternatif sort également qui est une version live enregistrée aux studios Pool.
Sorti le 16 septembre 2011
| 1. | Time of My Life (Radio Edit)                   | 4:06 |
| 2. | Time of My Life (Acoustic Mix)                 | 4:15 |
| 3. | Time of My Life (Hurts Remix)                  | 3:55 |
| 4. | The Falcons (Patrick Wolf's Modular Synth Mix) | 3:34 |
| 5. | Time of My Life (Ceephax Acid Crew Remix)      | 4:30 |
| 6. | Time of My Life (Bills & Hurr Remix)           | 6:22 |
| 7. | Time Of My Life (Instrumental)                 | 4:39 |
| 8. | Time of My Life (Clip vidéo)                   | 4:24 |

### The falcons
The Falcons n'a pas eu de sortie, il jouit exclusivement d'un clip réalisé par Norioko Okaku qui est diffusé depuis le 4 novembre 2011.

### Together
Together n'a pas eu de sortie, il jouit d'un clip réalisé par Mattias Erik Johansson qui est diffusé depuis le 29 novembre 2011.
Il accompagne la sortie de l'EP Brumalia sorti le 5 décembre 2011 et composé de Together et six titres inédits.